# Transvaalse Volkslied

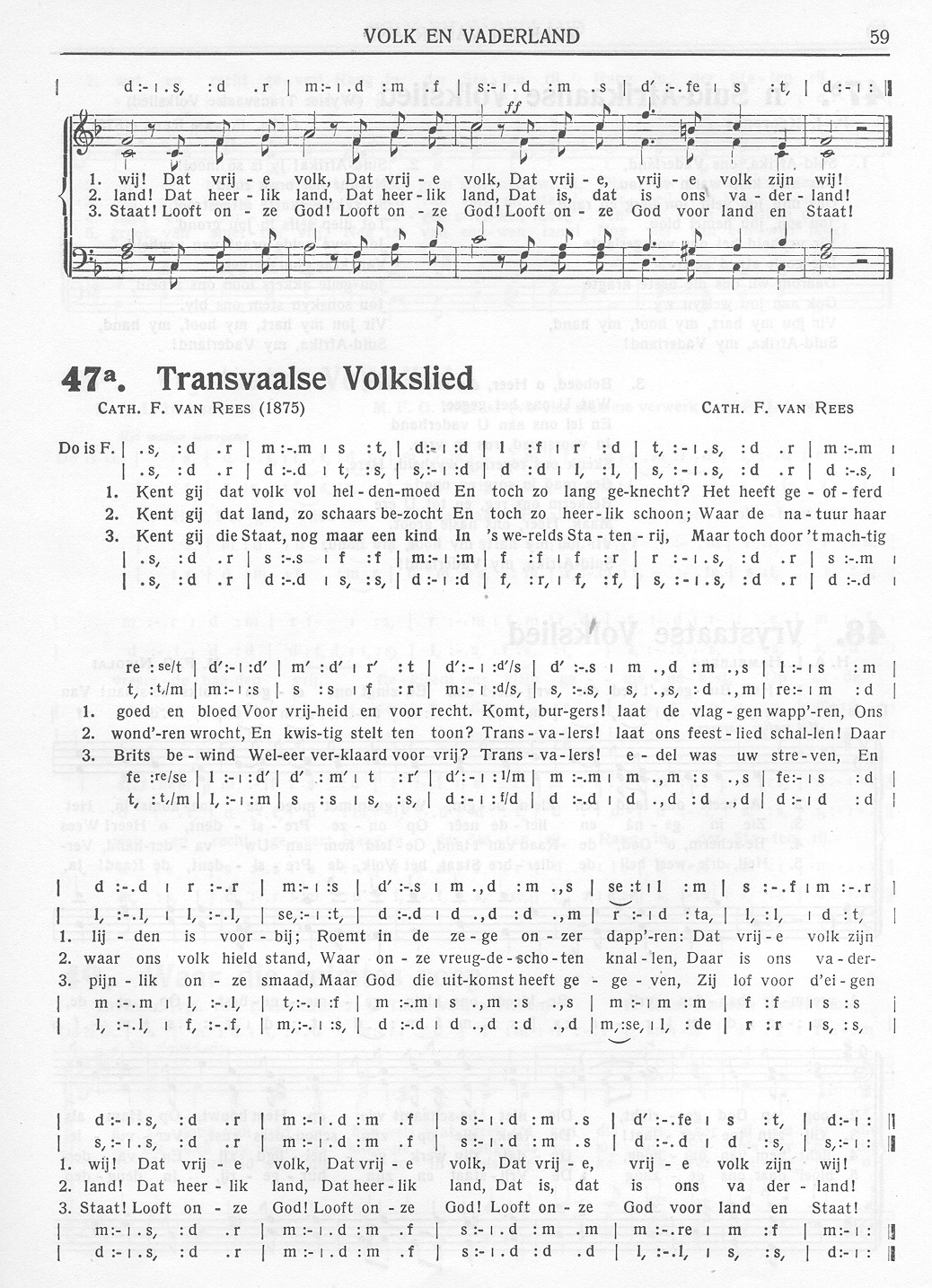
Das Transvaalse Volkslied

Das Transvaalse Volkslied war die Nationalhymne der Südafrikanischen Republik. Melodie und Text stammen von Catharina van Rees, die die Hymne zwischen 1875 und 1879 verfasste.

## Text
| Niederländischer Originaltext            | Afrikaanse Übersetzung              | Deutsche Übersetzung                         |
| Erste Strophe                            | Erste Strophe                       | Erste Strophe                                |
| ---------------------------------------- | ----------------------------------- | -------------------------------------------- |
| Kent gij dat volk vol heldenmoed         | Ken jy die Volk vol heldemoed,      | Kennt Ihr das Volk voller Heldenmut,         |
| En toch zo lang geknecht?                | En tog so lank verkneg,             | Und das so lange geknechtet wurde?           |
| Het heeft geofferd goed en bloed         | Hy het geoffer goed en bloed        | Es opferte Eigentum und Blut                 |
| Voor vrijheid en voor recht              | Vir Vryheid en vir reg              | Für Freiheit und für Recht.                  |
| Komt burgers! laat de vlaggen wapp'ren   | Kom burgers! laat die vlae wapper   | Kommt Bürger! Lasst die Flaggen wehen,       |
| Ons lijden is voorbij                    | Ons lyding is verby                 | Unser Leiden ist vorbei.                     |
| Roemt in de zege onzer dapp'ren          | Roem in die sege van onse dapp'res  | Rühmt die Siege von unseren Helden,          |
| Dat vrije volk zijn wij!                 | 'n Vrye volk is ons!                | Wir sind ein freies Volk!                    |
| Dat vrije volk, dat vrije volk           | 'n Vrye volk, 'n Vrye volk          | Ein freies Volk, ein freies Volk             |
| Dat vrije, vrije volk zijn wij!          | 'n Vrye, Vrye volk is ons!          | Wir sind ein freies, freies Volk!            |
| Zweite Strophe                           |                                     |                                              |
| Kent gij dat land zo schaars bezocht     | Ken jy die land so min bekend       | Kennt ihr das Land, das so wenig bekannt ist |
| En toch zo heerlijk schoon               | En tog so heerlik skoon             | Und doch so herrlich schön                   |
| Waar de natuur haar wond'ren wrocht      | Waar die natuur haar wonders skenk  | Wo die Natur ihre Wunder schuf,              |
| En kwistig stelt ten toon?               | En kwistig stel ten toon            | Und so üppig zeigt?                          |
| Transvalers! laat ons feestlied schallen | Transvalers! Laat ons feeslied galm | Transvaaler, lasst unsere Hymne erklingen!   |
| Daar waar ons volk hield stand           | Waar vas ons volk moet staan        | Wo unser Volk standhielt,                    |
| Waar onze vreugdeschoten knallen         | Waar onse vreugdeskote g'knalt      | Wo man unsere Salutschüsse hörte,            |
| Daar is ons vaderland!                   | Daar is ons vaderland!              | Dort ist unser Vaterland!                    |
| Dat heerlijk land, dat heerlijk land     | 'n Heerlik land, 'n Heerlik land    | Das herrliche Land, das herrliche Land       |
| Dat is, dat is ons vaderland!            | Dit is, Dit is ons vaderland!       | Das ist, das ist unser Vaterland!            |
| Dritte Strophe                           |                                     |                                              |
| Kent gij de Staat, nog maar een kind     | Ken jy die staat, nog maar 'n kind  | Kennt ihr den Staat, noch wie ein Kind       |
| In 's werelds Statenrij                  | In wêrelds statery                  | Unter den Staaten der Welt,                  |
| Maar toch door't machtig Brits bewind    | Maar tog deur magtig Brits bewind   | Doch vom mächtigen Britannien                |
| Weleerd verklaard voor vrij?             | Weleer verklaar as vry              | Erklärten wir uns frei                       |
| Transvalers! edel was uw streven         | Transvalers! edel was ons strewe    | Transvaaler! Edel war unser Streben          |
| En pijnlijk onze smaad                   | En pynlik onse smaad                | Und schmerzvoll unsere Schmach               |
| Maar God die uitkomst heeft gegeven      | Maar God wat uitkoms het gegewe     | Doch Gott war unsere Rettung                 |
| Zij lof voor d'eigen Staat!              | Sy lof vir eie staat                | Lobet ihn für unseren eigenen Staat!         |
| Looft onze God! looft onze God!          | Loof onse God! loof onse God!       | Lobet unseren Gott! Lobet unseren Gott!      |
| Looft onze God voor land en Staat!       | Loof onse God vir land en staat!    | Lobet unseren Gott für Land und Staat!       |